# Атикали
„Атикали“ (на турски: Atikali) е квартал на Истанбул, разположен в градска околия Фатих. Общата му площ е 0,23 км2. Според данни на Адресната система за регистриране на населението (ABPRS) към 2024 г. населението на „Атикали“ е 13 152 жители.